# Stele del pan

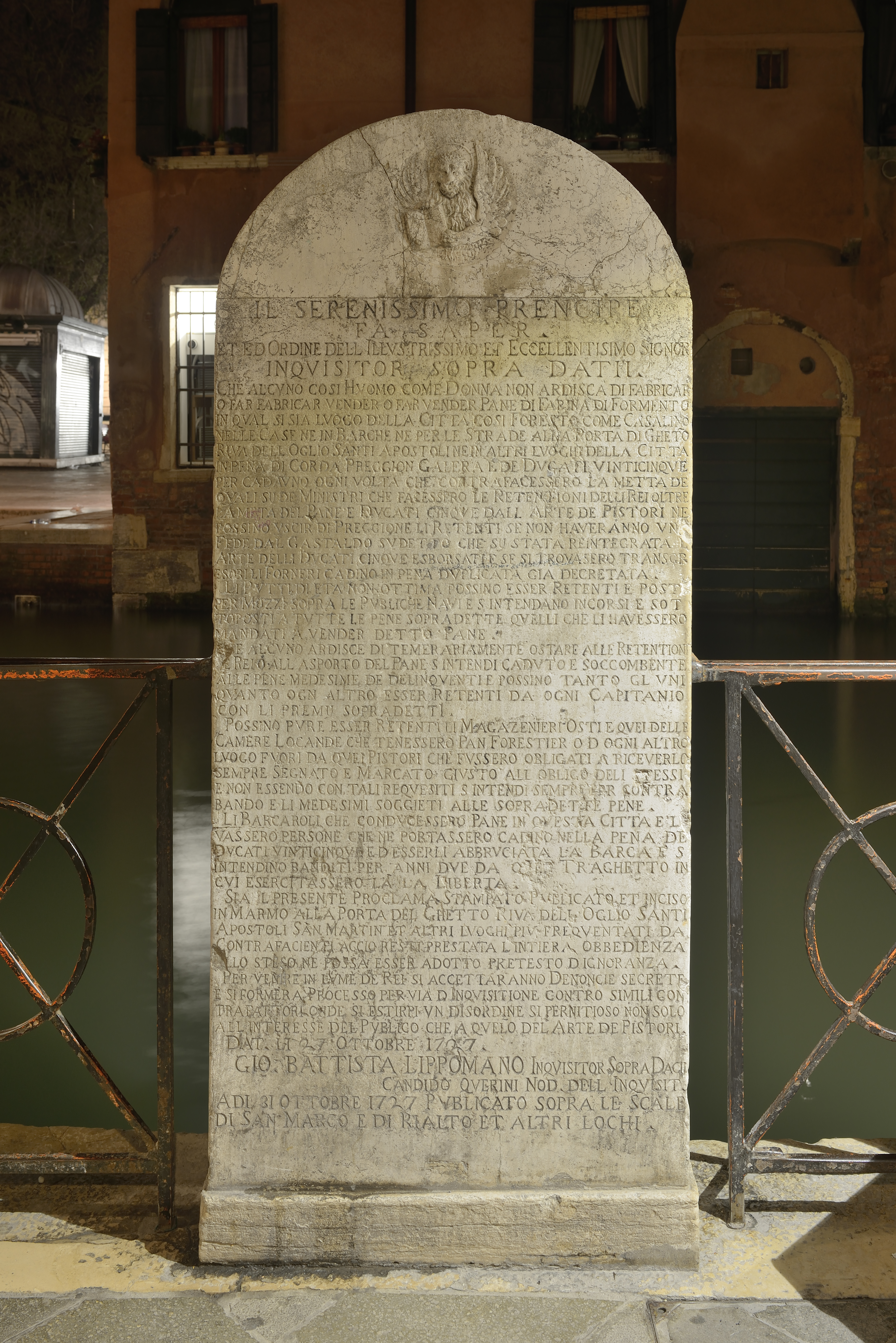
Die Stele del pan im Jahr 2016

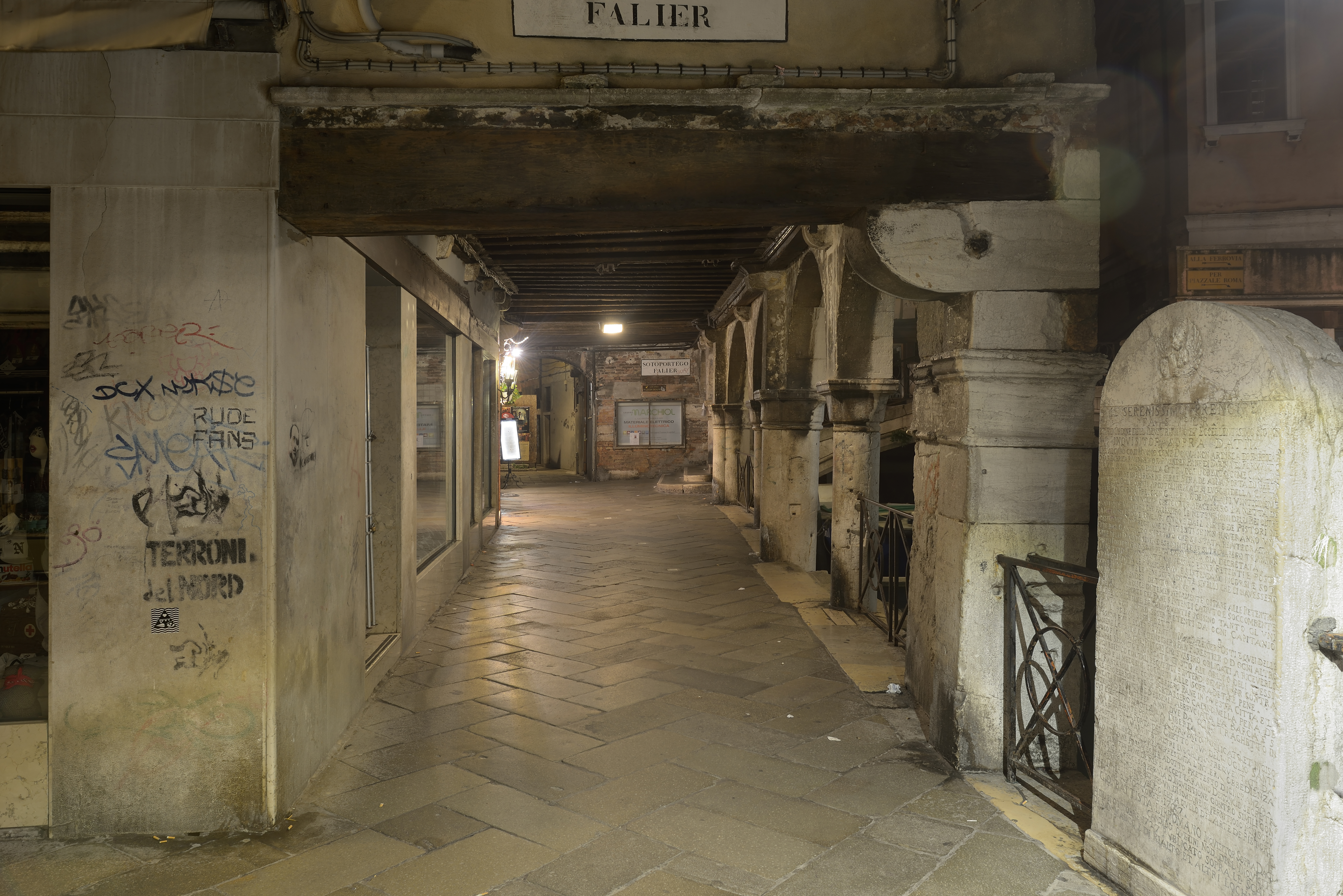
Der Sotoportego Falier unterquert den namensgebenden Palast

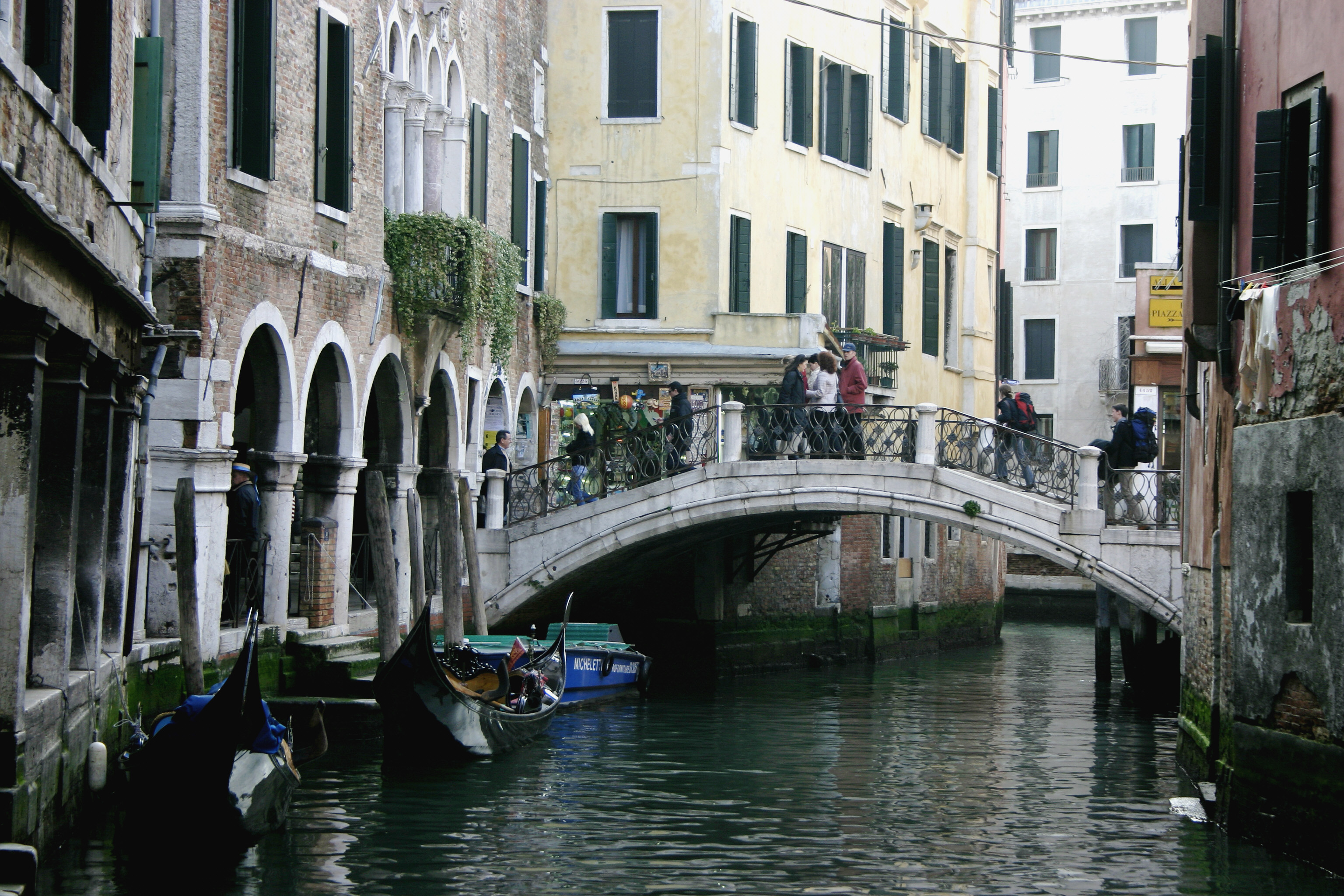
Die Brücke der Heiligen Apostel (ponte dei Santi Apostoli), links der Sotoportego Falier

Als Stele del pan wird die letzte noch erhaltene der großen Stelen aus „istrischem Marmor“, die in Venedig bis ins 18. Jahrhundert aufgestellt wurden, bezeichnet, auf denen man Proklamationen einmeißeln ließ. Diese sollten dauerhaft Vorschriften und Verbote, in diesem Falle zur Produktion und dem Handel mit Weizenbrot und Mehl, aber auch deren Schmuggel, bekannt machen. Daher wurden sie an Orten aufgestellt, die praktisch jeder passieren musste. Darüber hinaus wurde ihr Inhalt laut vorgetragen, damit sich, wie es in der „Brotstele“ heißt, niemand auf Unwissenheit berufen könne. Schon mehrfach war sie Vandalismus ausgesetzt, so etwa 2012 und 2019, und musste aufwändig restauriert werden. Sie wurde am 31. Oktober 1727 aufgestellt.

## Beschreibung
Die Stele del pan befindet sich seit 1727 im Sestiere Cannaregio, genauer am Ende der Calle Dolfin (Calle Dolfin, 5619/5621), unmittelbar am links abbiegenden Durchgang unter dem Palazzo Falier. Die Stele steht mit dem Rücken am Rio Santi Apostoli, der den Canal Grande über den Rio dei Gesuiti mit der nördlichen Lagune von Venedig verbindet. Die Vorderseite weist zugleich in Richtung der besagten Calle Dolfin, die sich auf dem gewundenen, viel begangenen Fußweg zwischen der Rialtobrücke und der Strada Nova befindet. Damit ist dieser Punkt im 18. Jahrhundert einer der, sowohl durch Fußgänger als auch durch Boote, am häufigsten frequentierten Punkte in der Stadt gewesen. 
Die Stele trägt neben dem Markuslöwen als Staatssymbol einen Text von 51 Zeilen Umfang auf der Vorderseite. Der Text des Beschlusses vom 27. Oktober 1727 wurde am 31. Oktober desselben Jahres in der Form dieser Stele öffentlich bekannt gemacht. Verantwortlich zeichnete der seinerzeitige Inquisitor sopra datii Giovanni Battista Lippomani. Dieser Amtsträger, gewählt vom Großen Rat, der Versammlung des männlichen Patriziats der Stadt, hatte in erster Linie die Zolleinnahmen zu gewährleisten und demzufolge auch Aufgaben im Kampf gegen den Schmuggel. Entsprechend der Natur der Lagune konnte dieser fast nur über Wasser erfolgen, was wiederum eine Kontrolle des Bootsverkehrs verlangte.

## Hintergrund
In Venedig durfte die Mehrzahl der Bewohner bereits im 14. Jahrhundert ihr Brot nur noch beim Bäcker erwerben. Dieser Bäcker trat der Bevölkerung in zweierlei Gestalt gegenüber, nämlich als Lohnbäcker, den man in Venedig forner oder pancuogolo nannte, oder als Feilbäcker, als pistor. Die Lohnbäcker, die ausschließlich das Mehl ihrer Kunden entgegennehmen und zu Brot verbacken durften, organisierten sich ab 1445 in einer scuola, einer Art Zunft, der es 1516 gelang, die Zahl der zugelassenen Backöfen in Venedig auf 65 zu begrenzen. Zahlreiche Pflichten, dazu Preisvorgaben, hatten zur Folge, dass im 17. und 18. Jahrhundert zahlreiche Lohnbäcker verarmten und ihr Handwerk aufgaben. 
Hingegen prosperierten die Feilbäcker, die selbstständig Brot backen und verkaufen und dazu Mehl einkaufen durften. Auch die Zahl der Feilbäckereien wurde begrenzt, im Jahr 1471 auf 39, ab 1581 auf 48. Sie betätigten sich, im Gegensatz zu ihren verarmten Kollegen, jedoch häufig, trotz scharfer Verbote, im Getreidehandel. Diese für die Versorgungssicherheit gefährliche Verbindung, die 1589 mit 1000 Dukaten Geldbuße, mit Konfiszierung aller Waren, mit 18 Monaten Galeerenstrafe bedroht wurde, war äußerst lukrativ. So konnten die Feilbäcker der Republik Venedig im Jahr 1715 die gewaltige Summe von 100.000 Dukaten leihen. Die Geschäfte nahmen so viel Zeit in Anspruch, dass die in Brotdingen inzwischen völlig unerfahrenen Feilbäcker auf fünfköpfige feste Mannschaften, sogenannte compagnie mit einer ausgeklügelten Arbeitsteilung zurückgriffen. So unterschied man Sieber, Kneter oder Wieger, Wasserholer, Ofenbefütterer und Ofenleiter, die von einem erfahrenen Bäcker, dem infornador angeleitet wurden. Hinzu kamen Verkäufer in den inzwischen hinzugepachteten Läden (was ursprünglich gleichfalls strafbar war) sowie Holzzuschneider, die für das Brennholz bezahlt wurden. Außerdem pachteten die Feilbäcker 1514 die großen Brotbänke komplett, nämlich die panatterie bei Rialto, wo sich 1471 bereits 22 Läden befanden, und San Marco, auf dem die Stadt 17 Läden verpachtete. Die Bestimmungen der Stele del pan waren also auf die Einflussnahme der Feilbäcker, der pistori, die seit dem Spätmittelalter reine Handelsunternehmer mit vielleicht 1500 Beschäftigten waren, zugeschnitten. 
Jeder, der einen Ofen betrieb, konnte sich allerdings an dem Geschäft zu beteiligen versuchen, und auch die Transporteure der Ware versuchten die entsprechenden Preise und Abgaben zu umgehen. Damit wurden zum einen die Geschäfte der Bäcker geschädigt, zum anderen entgingen dem Staat erhebliche Einnahmen, da illegal hergestelltes oder verfrachtetes Brot ohne die üblichen Abgaben in die Stadt gelangen konnte. Um dies zu unterbinden, entwickelte der Staat ein umfangreiches System von Wachen, Booten zur (vor allem nächtlichen) Bekämpfung des Schmuggels, von Beobachtungspunkten, aber auch von Spitzeln und Denunzianten. Dieses stieß besonders in Zeiten hoher Preise an seine Grenzen, wie die häufige Wiederholung immer der gleichen Strafandrohungen belegt.

## Bestimmungen und Strafandrohungen
Brot aus Weizenmehl – Hirse galt als Armeleutegetreide –, durfte demnach auch 1727 unter Strafandrohung nur noch in den Geschäften der pistori hergestellt oder verkauft werden, der Feilbäcker. Der Verkauf in privaten Häusern, auf der Straße oder aus Booten heraus wurde untersagt. Erlaubt war nur der Handel mit gekennzeichnetem Brot (das wiederum nur gekennzeichnet wurde, wenn die daran hängenden Abgaben entrichtet worden waren). Für den Fall, dass die Verstöße durch Inhaber von Öfen, die forneri, begangen wurden, drohte die verdoppelte Strafhöhe. Sie zahlten also gegebenenfalls nicht 25, sondern 50 Dukaten – was bei einem Feingewicht von 3,44 g insgesamt 86, bzw. 172 g Gold entsprach. Hinzu kam die Androhung einer Körper-, Gefängnis- oder Galeerenstrafe für jedes einzelne Vergehen. Dies galt auch für jeden, der im Auftrag der Delinquenten handelte; dementsprechend wurden „Minderjährige“ (putti) zu Schiffsjungen auf den staatlichen Schiffen, ihre Auftraggeber mit den besagten Strafen belegt. Wie der Stelentext vermerkt, sollte diese Proklamation gedruckt, öffentlich bekannt gemacht und in Marmor geschlagen und an Orten aufgestellt werden, die von vielen Menschen passiert wurden. Auch Inhaber von Geschäften und Läden, die ungekennzeichnetes Brot führten, sollten bestraft, sie sollten wie Schmuggler behandelt werden. Dabei wurden zur Ermittlung der Delinquenten auch anonyme Anzeigen akzeptiert, wofür der für die Abgaben zuständige Inquisitor Untersuchungen anstellen sollte. Auf der Stele befindet sich schließlich ein Abschnitt mit Bezug auf die barcaroli, die Führer der Transportboote, deren Schmuggeltätigkeit unterbunden werden sollte. Sie sollten ausschließlich das markierte und gekennzeichnete Brot transportieren dürfen, und wiederum ausschließlich zu den besagten Verkaufsstellen. Selbst der Transport von Fahrgästen, die nicht gekennzeichnetes Brot mit sich führten, war ihnen untersagt. Die barcaroli mussten nicht nur mit einer hohen Geldstrafe rechnen, sondern auch mit der Verbrennung ihres Bootes und einem zweijährigen Ausschluss aus dem Dienst als staatlich zugelassene Bootsführer (dieser Teil des Textes, der sich an die barcaroli richtete, wurde auf der Rückseite der Stele, die dem Rio S. Apostoli zugewandt war und ist, wiederholt). Marmortafeln gleichen Inhalts sollten am Portal des Ghettos, an der Riva dell'Olio, an Santi Apostoli und allen frequentierten Orten aufgestellt werden. Dies alles geschehe, um einen für das allgemeine Publikum und die Feilbäcker gleichermaßen schädlichen Zustand zu beenden, schließt der Text.

## Der Wortlaut
Der Text lautet:
Il Serenissiom Prencipe /
fa saper /

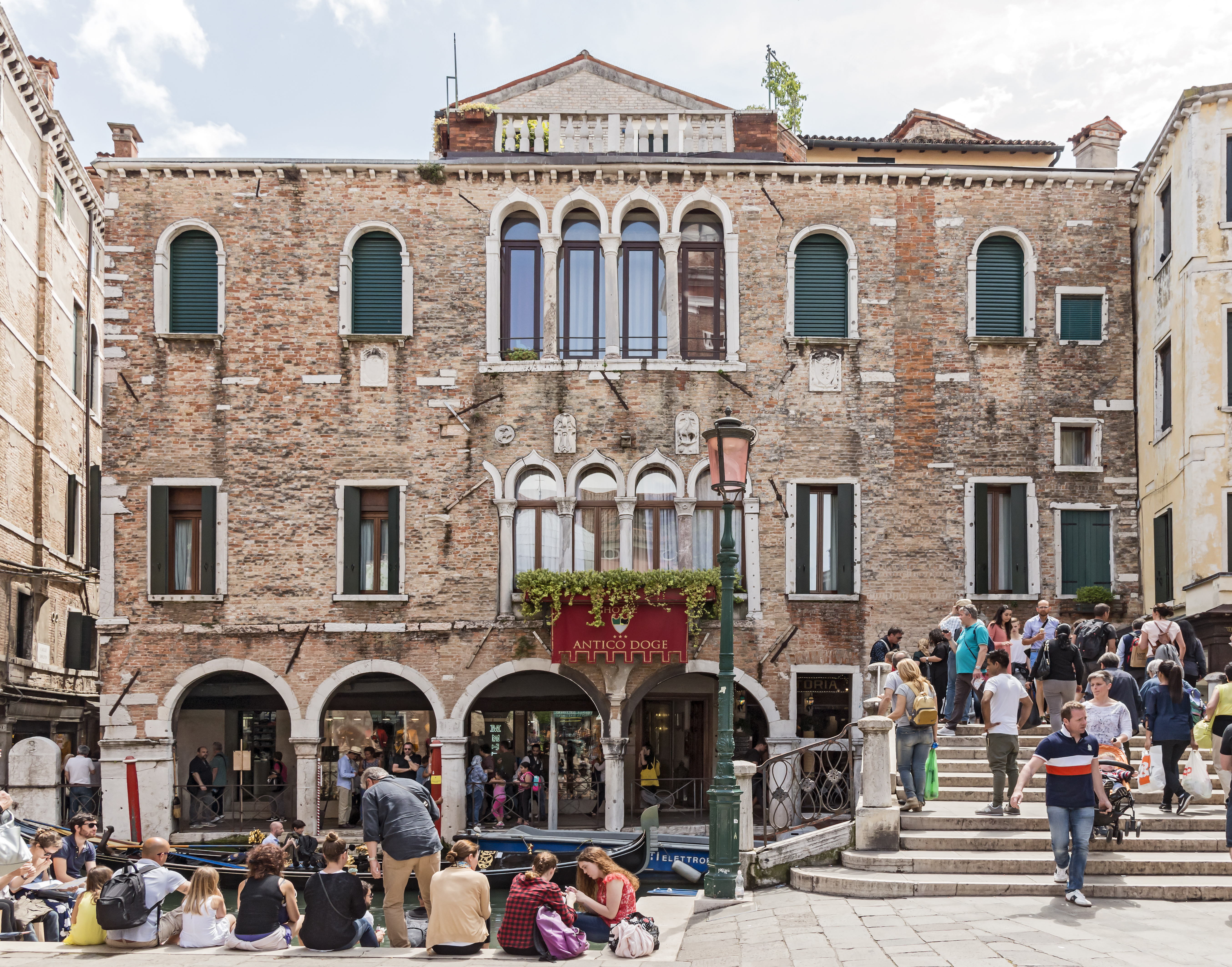
Die Stele beim Palazzo Falier (ganz links)

et e d'Ordine dell Illustrissimo et Eccellentissimo signor /
inquisitor sopra datii. /
Che alcvno cosi Hvomo come Donna non ardisca di fabricar /
o far fabricar vender o far vender pane di farina di formento /
in qval si sia lvoco della Città cosi Foresto come Casalino /
nelle Case ne in Barche ne per le Strade alla Porta di Ghetto /
Riva dell Oglio Santi Apostoli ne in altri lvoghi della Citta /
in pena di Corda Preggion Galera e de Ducati vinticinque /
per cadavno ogni volta che contrafacessero la metta de /
quali su de Ministri che facessero le Retentioni delli Rei oltre /
la meta del Pane e Ducati cinque dall Arte de Pistori ne /
possino vscir di Preggione li Retenti se non haveranno vn[a] /
Fede dal Gastaldo svdetto che su stata reintegrata l /
Arte delli Ducati cinque esborsati e se si trovasero transgr /
esori li Forneri cadino in pena dvplicata gia decretata. /
Li Pvtti di eta non ottima possino esser retenti e post[i] /
per Mozzi sopra le Publiche Navi e s intendano in corsi e sot /
toposti a tvtte le pene sopradette qvelli che li havessero /
mandati a vender detto Pane./
[S]e alcvno ardisce di temerariamente ostare alle Retentioni /
e Rei o all asporto del Pane s intendi cadvto e soccombente /
alle pene medesime de delinqventie possino tanto gl vni /
qvanto ogn altro esser Retenti da ogni Capitanio /
con li premu sopradetti. /
Possino pvre esser Retenti li Magazenieri Osti e qvei delle /
Camere Locande che tenessero Pan Forestier o d ogni altro /
lvogo fvori da qvei Pistori che fvssero obligati a riceverlo /
sempre Segnato e Marcato giusto all obligo deli [s]tessi /
e non essendo con tali requesiti s intendi sempre per contra /
bando e li medesimi soggieti alle sopradette pene. /
Li Barcaroli che condvcessero Pane in questa Citta e'l[e] /
vassero persone che ne portassero cadino nella pena de /
Dvcati vinticinqve ed esserli abbrvciata la Barca e s /
intendino banditi per anni dve da qvuel Traghetto in /
cvi esercitassero la Liberta. /
Sia il presente Proclama Stampato Pvblicato et inciso /
in Marmo alla Porta del Ghetto Riva dell Oglio Santi /
Apostoli San Martin et altri lvoghi piv freqventati da /
Contrafacienti accio resti prestata l'intera obbedienza /
[a]llo steso ne possa esser adotto pretesto d'ignoranza. /
Per venire in lvme de Rei si accettaranno Denoncie secrete /
e si formera Processo per via d Inqvisitione contro simili con /
trafattori onde si estirpi vn disordine si pernitioso non solo /
all interesse del Pvblico che a qvello del Arte di Pistori. /
Dat . li 27 Ottobre 1727 . /
Gio. Battista Lippomano Inqvisitor Sopra Dacii /
Candido Qverini Nod. dell Inqvisit. /
Adi 31 Ottobre 1727 Pvblicato sopra le Scale /
di San Marco e di Rialto et altri lochi.